# Travná (Javorník)
Travná (do roku 1948 Krutvald, něm. Krautenwalde) je vesnice, která je částí města Javorník. Nachází se v Rychlebských horách, 5 km jihozápadně od Javorníka na silnici do polského města Lądek-Zdrój.

## Název
Vesnice se původně jmenovala Krautwald. V první části jména je obsaženo Kraut - "bylina", ve druhé Wald - "les". Jméno vesnice tedy vyjadřovalo její polohu u lesa plného (léčivých) bylin. V roce 1924 dostala české úřední jméno Krutvald (do té doby české jméno neměla), po druhé světové válce jí bylo dáno nové jméno Travná.

## Historie
Ves Travná je zmiňována poprvé roku 1296 (Cruthwald). Bylo v ní významné mýto, které držel svídnický kníže Boleslav I. Surový, ačkoli si na ně činil nárok vratislavský biskup Jan III. Romka. Začátkem 14. století ji držel Jindřich z Valdova, ministeriál svídnického knížete, a později se stala součástí panství hradu Frýdberka (v dnešní Žulové), jež ovládal rod loupeživých rytířů Haugviců. Roku 1358 od nich celé panství vykoupil biskup Přeclav z Pohořelé a připojil je ke svému panství se sídlem na Jánském Vrchu. Z existence hamru doloženého roku 1546 lze dovozovat, že se zde těžila železná ruda.
Později byl statek Travná biskupským lénem a často střídal majitele. V roce 1748 přijal zdejší léno Augustin hrabě Falkenhain a před rokem 1815 získala statek na století rodina hrabat Schaffgotschů, která současně držela statek Vlčice: Josef (1767-1851), pak jeho syn Franz Anton (†1875), jeho syn Rudolf (†1914) a nakonec jeho syn Alois, který Travnou i les ve Vlčicích prodal roku 1919 Frídě Kutzové, majitelce panství Bílá Voda.
K obci Travná bylo roku 1950 připojeno Zálesí (dříve Valdek), ale obě vesnice byly po odsunu původních německých obyvatel v letech 1945-1946 jen řídce dosídleny a roku 1960 byly společně připojeny k městu Javorník.

### Vývoj počtu obyvatel
Počet obyvatel Travné podle sčítání nebo jiných úředních záznamů:
| Rok            | 1869 | 1880 | 1890 | 1900 | 1910 | 1921 | 1930 | 1939 | 1947 | 1950 | 1961 | 1970 | 1980 | 1991 | 2001 |
| -------------- | ---- | ---- | ---- | ---- | ---- | ---- | ---- | ---- | ---- | ---- | ---- | ---- | ---- | ---- | ---- |
| Počet obyvatel | 479  | 475  | 440  | 427  | 353  | 403  | 438  | 375  | 136  | 106  | 188  | 114  | 77   | 43   | 53   |

1. ↑  z toho: 20 Čechoslováků, 415 Němců; 432 řím. kat., 3 evang., 2 čsl., 1 bez vyzn.

V Travné je evidováno 63 adres : 38 čísel popisných (trvalé objekty) a 25 čísel evidenčních (dočasné či rekreační objekty). Při sčítání lidu roku 2001 zde bylo napočteno 37 domů, z toho 17 trvale obydlených.

## Zajímavosti
- římskokatolický farní kostel Neposkvrněného početí P. Marie, novogotický, postaven architektem Friedrichem Schmidtem v letech 1878-1882 na místě původního menšího kostela z roku 1725, spolu s budovou fary kulturní památka[10]
- poutní kaple P. Marie Lasalettské z roku 1851 s křížovou cestou (kulturní památka)
- poutní (radioaktivní) pramen P. Marie Lourdské (1889)
- Travná je pravděpodobným rodištěm významného protestantského teologa Valentina Krautwalda
- na území Travné okrajově zasahuje evropsky významná lokalita Rychlebské hory - Račí údolí, cenná pro svá lesní a luční společenstva